# Streets of Gold
Streets of Gold ist ein US-amerikanischer Boxerfilm des Regisseurs Joe Roth aus dem Jahr 1986.

## Handlung
Alek Neuman war in Russland ein Box-Champion. Weil er aber Jude ist, durfte er nicht mit dem russischen Team zu den olympischen Spielen fahren. Jetzt ist der gealterte Alek in die USA emigriert, wo er im Haus der Russin Elena unterkommt. Sie verschafft ihm auch einen Job als Tellerwäscher in einem Restaurant.
Als er nach der Arbeit durch die Straßen läuft, gerät er in eine alte Boxhalle, wo zahlreiche Kämpfe stattfinden. Besonders ins Auge fällt ihm das junge Box-Talent Roland Jenkins, mit dem er aneinandergerät. Im Streit zeigen sich Aleks beeindruckende Boxfähigkeiten, die dem jungen Timmy Boyle auffallen. Er überredet Alek ihn zu trainieren. Roland hält wenig davon, doch es kommt zur Versöhnung und Alek trainiert nun beide.
Aus seiner Krise durch seine neue Tätigkeit befreit, beginnt er auch eine Beziehung mit Elena. In der Zeitung liest er zufällig, dass das russische Team zum Länderkampf in die USA kommt, und es gelingt ihm, den Manager des amerikanischen Teams Linnehan nach zwei Probekämpfen davon zu überzeugen, Timmy und Roland ins Team aufzunehmen.
Roland wird jedoch bei einer Schlägerei mit einem Messer verletzt und kann deswegen nur als Zuschauer zum Kampf kommen. In den Trainingsräumen trifft Alek auch auf seinen alten Trainer und Kontrahenten und kündigt Revanche durch Timmy an. Der Kampf verläuft anfangs schlecht für Timmy, er ist die ersten beiden Runden klar unterlegen. Jedoch gelingt es ihm mit dem Zuspruch von Alek und Roland, seinen russischen Kontrahenten in der dritten und finalen Runde auf die Bretter zu schicken.

## Kritik
„Spannungsloser Boxerfilm nach gängigen Mustern mit überflüssigen chauvinistischen Elementen.“

„Boxer-Film mit Klaus-Maria Brandauer (‚Mephisto‘), der in seinem typischen cholerischen Stil als Trainer fungiert. [...] Der Film fesselt durch eine geschickte Dramaturgie und interessante Charaktere.“

„[...] Es ist ein Wunder, dass niemand zuvor darüber nachgedacht hat, Brandauer als Boxer zu besetzen. Seine Arbeit ist reich an teuflischen Finten und verschlagenen, irreführenden Ausdrücken.“